# Nomada placitensis
Nomada placitensis är en biart som beskrevs av Cockerell 1903. Nomada placitensis ingår i släktet gökbin, och familjen långtungebin. Inga underarter finns listade i Catalogue of Life.